# Eberhard Sachs
Eberhard Sachs (auch: Sax; † 1319?) war ab 1299 Domdekan zu Salzburg und von 1305 bis 1317 Propst des Klosterstifts Berchtesgaden und wurde am 12. April 1317 bis zu seinem Tod 1319 oder 1320 als Dompropst in Salzburg berufen.
Eberhard Sachs unterstand als Propst des Berchtesgadener Klosterstifts noch der Metropolitangewalt des Erzbistums Salzburg. Erst 1455 konnte sich das Stift davon befreien und war danach in geistlichen Dingen allein dem Papst unterstellt. Aber die weltliche Eigenständigkeit der Stiftspropstei begann sich bereits seit 1294 durch die Erlangung der Blutgerichtsbarkeit für schwere Vergehen zu manifestieren.
Die bereits seit Jahrzehnten währenden Salzirrungen zwischen dem Klosterstift und dem Erzbistum Salzburg setzten gleich zu Beginn seiner Regentschaft den Auftakt, denn – so der Historiker Koch-Sternfeld – 1306 „fiel plötzlich ein Haufe Berchtesgadener über des Erzstifts Leute am Untersberg heraus und verübte große Gewalt“. Eberhard Sachs stellte daraufhin „Ruhe und Ordnung und Frieden wieder her“.
1306 war auch das Jahr, in dem das Gebiet der Stiftspropstei Berchtesgaden als „lant ze berthersgadem“ bezeichnet wird. Laut Brugger et al. war „die Ausbildung der Landesherrlichkeit“ bereits unter Eberhards Vorvorgänger Johann Sax von Saxenau abgeschlossen. Und 1313 stammte jedes zehnte Salzschiff auf der Salzach beziehungsweise auf dem Inn aus Berchtesgaden.